# Middle Key (Upper Keys)
Pour les articles homonymes, voir Middle Key (Dry Tortugas).
Middle Key est une île des Keys, archipel des États-Unis d'Amérique situé dans l'océan Atlantique au sud de la péninsule de Floride. 
Elle est située dans les Upper Keys et relève administrativement du comté de Monroe.